# Josef Švejcar
Josef Švejcar (* 20. května 1897 Praha – 30. ledna 1997 Praha) byl český pediatr.

## Život
V roce 1915 zahájil v Praze studium medicíny, dokončil ho však v roce 1921 v Bratislavě, jelikož se zde účastnil osvobození Slovenska čs. armádou. Začal působit jako asistent na dětské klinice UK v Bratislavě jako žák Jiřího Brdlíka. V roce 1931 přešel na dětskou kliniku do Prahy. V letech 1945–1966 byl již jako řádný profesor přednostou I. dětské kliniky, poté se stal vedoucím pediatrické katedry Ústavu pro doškolování lékařů a farmaceutů v Praze.
Roku 1992 získal čestný doktorát lékařských věd Univerzity Karlovy. V roce 1997 obdržel Medaili Za zásluhy I. stupně in memoriam. Zemřel v lednu 1997, čtyři měsíce před svými 100. narozeninami. Je pohřben na roztockém hřbitově. Na jeho počest byla po něm pojmenovaná 30. června 2011 škola v Plzni, která nesla název Střední odborná škola profesora Švejcara a nabízela humanitní studijní obory. Dne 1. července 2011 byla sloučena se Střední průmyslovou školou strojnickou v Plzni.

## Dílo
- Péče o dítě (1945)